# تومي-إتشي موراياما
تومي-إتشي موراياما (باليابانية: 村山 富市 موراياما تومي-إتشي) (3 مارس 1924 - ) سياسي ياباني شغل منصب رئيس الوزراء الياباني الحادي والثمانين.

## روابط خارجية
- تومي-إتشي موراياما على موقع الموسوعة البريطانية (الإنجليزية)
- تومي-إتشي موراياما على موقع مونزينجر (الألمانية)